# 영동 매천리 이암사와 마애불
영동 매천리 이암사와 마애불은 대한민국 충청북도 영동군 영동읍 매천리에 있다. 1997년 7월 4일 영동군의 향토유적 제70호로 지정되었다.

## 연혁과 특징
이암사는 영동군 읍내권에 위치한 사찰로서, 경내에는 마애불, 건축부재, 석조유물 등이 남아있고 출토유물로 볼 때 통일신라~조선시대에 걸쳐 경영되었을 것으로 추정되는 사찰이다.

## 지정사유
이암사는 지리지 기록과 사찰 주변에서 출토된 유물들로 볼 때 고려~조선시대까지 사찰이 운영되었음을 알 수 있고 사찰 배치도 비교적 전통사찰양식대로 배치되었다.. 이암사 마애불은 상호 등을 고려할 때 최소 조선시대에 조성된 것으로 추정되며 주변지역에서 드물게 나타나는 마애불로서 유적 보존가치가 크다.